# Hunor a Magor

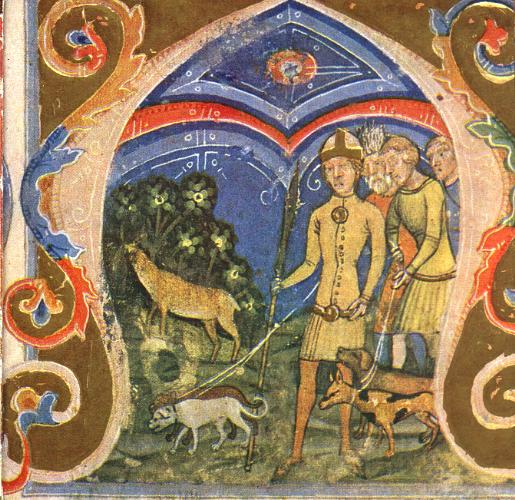
Bratři Hunor a Magor (miniatura, asi 1360)

Hunor a Magor byli mytičtí bratři z maďarských předkřesťanských legend, synové bohatýra Ménróta (krále Nimróda) a jeho ženy Eneth. Podle legend se Hunor stal praotcem Hunů a Magor praotcem Maďarů (Magyarok).

## Legenda
Bratři Hunor a Magor se vydali na lov do bažin meotiských. Uviděli krásného jelena (v některých verzích jde o laň a v jiných o jelena zlatého) a když jej pronásledovali, přijeli na místo, které jim připadalo vhodné, aby se tam usadili. Dostali od svého otce povolení tak učinit a odešli do močálů meotiských na pět let. Našli tam tábor bez mužů, kde žily jen ženy a děti. Mezi nimi byly i dvě dcery mocného vládce Alanů, které bratři pojali za manželky. Tyto manželky jim daly potomky, plémě hunsko-maďarské.
V této verzi je legenda například v kronice Gesta Hungarorum. Tato legenda vzbuzuje dojem, že Hunové a Maďaři byli příbuzné kmeny, a že dobytím Panonie Hunové dali Maďarům právo na „opětovné dobytí“ těchto území, tedy Uher.